# Lista siturilor arheologice din județul Sălaj - L
Lista siturilor arheologice din județul Sălaj - L conține toate siturile arheologice din județul Sălaj înscrise în Repertoriul Arheologic Național (RAN) și aflate în localități al căror nume începe cu litera L. RAN este administrat de Ministerul Culturii și Patrimoniului Național și cuprinde date științifice, cartografice, topografice, imagini și planuri, precum și orice alte informații privitoare la zonele cu potențial arheologic, studiate sau nu, încă existente sau dispărute.
Puteți căuta un sit din localitățile care încep cu litera L folosind formularul de mai jos sau puteți naviga prin toate siturile din județ la Lista siturilor arheologice din județul Sălaj.
| Cod RAN                                   | Denumire | Localitate                   | Adresă                    | Datare                | Descoperit | Coordonate | Imagine           | Erori            |
| ----------------------------------------- | --- | ---------------------------- | ------------------------- | --------------------- | ---------- | ---------- | ----------------- | ---------------- |
| 141839.01.01 (Cod LMI: SJ-I-m-B-04912.02) | Situl arheologic de la Lemniu - "Știubei" / ansamblu anonim (Categorie: locuire) (Tip: Așezare)                              | sat Lemniu, comuna Letca     | Știubei                   |                       |            |            | Încărcați imagine | Raportați eroare |
| 141839.01.02 (Cod LMI: SJ-I-m-B-04912.01) | Situl arheologic de la Lemniu - "Știubei" / ansamblu anonim (Categorie: locuire) (Tip: Așezare)                              | sat Lemniu, comuna Letca     | Știubei                   |                       |            |            | Încărcați imagine | Raportați eroare |
| 141795.01.01 (Cod LMI: SJ-I-s-B-04913)    | Așezarea Suciu de Sus de la Letca / ansamblu anonim (Categorie: locuire civilă) (Tip: Așezare)                               | sat Letca, comuna Letca      |                           | Suciu de Sus          |            |            | Încărcați imagine | Raportați eroare |
| 142916.01.02 (Cod LMI: SJ-I-s-B-04914)    | Situl arheologic de la Lompirt - "Kõvicses și Nova" / ansamblu anonim (Categorie: locuire civilă) (Tip: Așezare)             | sat Lompirt, comuna Șărmășag | Kõvicses și Nova          |                       |            |            | Încărcați imagine | Raportați eroare |
| 142916.01.03 (Cod LMI: SJ-I-s-B-04914)    | Situl arheologic de la Lompirt - "Kõvicses și Nova" / ansamblu anonim (Categorie: locuire civilă) (Tip: Așezare)             | sat Lompirt, comuna Șărmășag | Kõvicses și Nova          | sec. VIII-IX          |            |            | Încărcați imagine | Raportați eroare |
| 142916.01.01 (Cod LMI: SJ-I-s-B-04914)    | Situl arheologic de la Lompirt - "Kõvicses și Nova" / ansamblu anonim (Categorie: locuire civilă) (Tip: Așezare)             | sat Lompirt, comuna Șărmășag | Kõvicses și Nova          | Wietenberg            |            |            | Încărcați imagine | Raportați eroare |
| 142916.02.01 (Cod LMI: SJ-I-m-B-04915.01) | Situl arheologic de la Lompirt - "Kertek alja" / ansamblu anonim (Categorie: locuire) (Tip: Așezare)                         | sat Lompirt, comuna Șărmășag | Kertek alja               | sec. II - III p. Chr. |            |            | Încărcați imagine | Raportați eroare |
| 142916.02.02 (Cod LMI: SJ-I-m-B-04915.02) | Situl arheologic de la Lompirt - "Kertek alja" / ansamblu anonim (Categorie: locuire) (Tip: Așezare)                         | sat Lompirt, comuna Șărmășag | Kertek alja               |                       |            |            | Încărcați imagine | Raportați eroare |
| 141893.01.01 (Cod LMI: SJ-I-s-B-04916)    | Turnul roman de la Lozna - "Curmăturița" / ansamblu anonim (Categorie: fortificație) (Tip: Turn)                             | sat Lozna, comuna Lozna      | Curmăturița               | romană sec. II - III  |            |            | Încărcați imagine | Raportați eroare |
| 141964.01.01                              | Așezarea neo-eneolitică de la Leșmir- Peștera din Dealul cu Vii / ansamblu anonim (Categorie: locuire civilă) (Tip: Așezare) | sat Leșmir, comuna Marca     | Peștera din Dealul cu Vii |                       |            |            | Încărcați imagine | Raportați eroare |
| 140743.01                                 | Topor eneolitic din cupru de la Lupoaia (Categorie: descoperire izolată) (Tip: obiect izolat)                                | sat Lupoaia, comuna Creaca   |                           |                       |            |            | Încărcați imagine | Raportați eroare |
| 141893.02                                 | Obiecte neolitice de la Lozna - "În Peșteri" (Categorie: descoperire izolată) (Tip: obiect izolat)                           | sat Lozna, comuna Lozna      | În Peșteri                |                       |            |            | Încărcați imagine | Raportați eroare |